# Morgonstierna
Morgonstierna var en svensk adelsätt.
Ättens stamfader var Olof Olofsson som var regementskvartermästare i Västmanlands regemente när han adlades år 1645 på namnet Morgonstierna ("Morgonstjärna"). Ätten introducerades två år senare på nummer 339. Han blev sedan förflyttad till Dalregementet där han slutligen titulerades överste. Hans hustru var änkan Elisabeth Hund. Om hennes far Daniel Hansson Hund berättar Anrep att han var kammarjunkare hos hertig Karl, att han blivit adlad och att han skrev sig till Runsö, Låttestad och Brunna. Hustruns moder skulle enligt samma källa ha suttit i fängelse. Sedan Olof Olofsson adlats Morgonstierna skrev han sig till Låttestad (efter hustrun) och Selaö i Södermanland och Svarthäll i Karlskyrka socken.
En dotter blev stammoder till ätten Rosenbröijer och den ointroducerade ätten Leijonstierna, och hennes systrar gifte sig Silfversparre, Creimers, och två systrar gifte sig med varsin Crafoord. Ätten fortlevde på svärdssidan endast med sonen Daniel Morgonstierna, som var överstelöjtnant i Västmanlands infanteri och skrev sig till Låttestad, Svarthäll och Kumla. Hans hustru var en Svinhufvud af Qvalstad vars mor hette von Schomburg och var bördig från Tyskland. Deras äldsta dotter blev stammoder till friherrliga ätten Djurklou, och hennes systrar gifte sig med en Rofhof och med kaptenen vid Bergsregementet Christoffer Meijborn. Yngste sonen Daniel Morgonstierna d.y. var löjtnant vid Västmanlands infanteri men avled ogift, och hans äldre bror Christijern Morgonstierna kapten vid samma regemente samt gift med Anna Margareta Wudd vars mor var en Wijnbladh. Christijern Morgonstierna fick två döttrar, gifta Ollendorff och Holmdorff, och en son, löjtnanten Johan Fredrik Morgonstierna vid Södermanlands regemente. Sistnämnde var gift med Margareta Planting-Gyllenbåga och fick med henne tre döttrar varav äldsta avled ung, den yngsta gifte sig med kungliga livdrabanten Henric Wahlberg, och den mellersta blev stammoder till ena grenen av ätten Ridderhierta.
Ätten Morgonstierna slöts på svärdssidan år 1724.